# 哈瓦那大学
哈瓦那大学（西班牙语：Universidad de La Habana，缩写为UH）位于古巴哈瓦那韦达多区，建成于1721年9月21日。它是古巴最古老的一所大学，同时也是美洲最先建成的几所大学之一。

## 历史

### 殖民时期
西班牙殖民统治的很长一段时间内，古巴只有为数不多的几所中小学校。十八世纪二十年代，哈瓦那大学的前身，位于哈瓦那旧城圣伊格纳希奥（San Ignacio）和奥莱伊利（O'Reilly）两条街的拐角处的哈瓦那圣海洛尼莫皇家主教大学（Real y Pontificia Universidad de San Gerónimo de la Habana）建成。那时的大学需要皇室或者教皇的授权，因此解释了为何其名为“皇家主教”。当时批准建立学校的是诺森十三世和西班牙腓力五世（el rey Felipe V de España）。那时的哈瓦那圣海洛尼莫皇家主教大学只有五个系，分别是：艺术（另一说为哲学）、神学、教规（cánones）、法令以及医学，授予学生中学毕业、学士学位和博士学位三个学位等级。要想入学必须满足嫡出、血液正常、生活稳定、习惯良好等条件，而这些都需要有书面文件或证据的证明。
1842年为了将其改建为一座皇家文学学院，学校更名为哈瓦那皇家文学学院（Real y Literaria Universidad de La Habana）。院系也缩减成四个：哲学、法学、外科医学和医药学。
1871年10月10日，西班牙统治者颁布一项改革，政府认为过多的高等教育在不断促进古巴人民的起义和造反，于是决定削减对其的支持。

### 共和国时期
共和国初期，学校名称变更为国立大学（Universidad Nacional)。

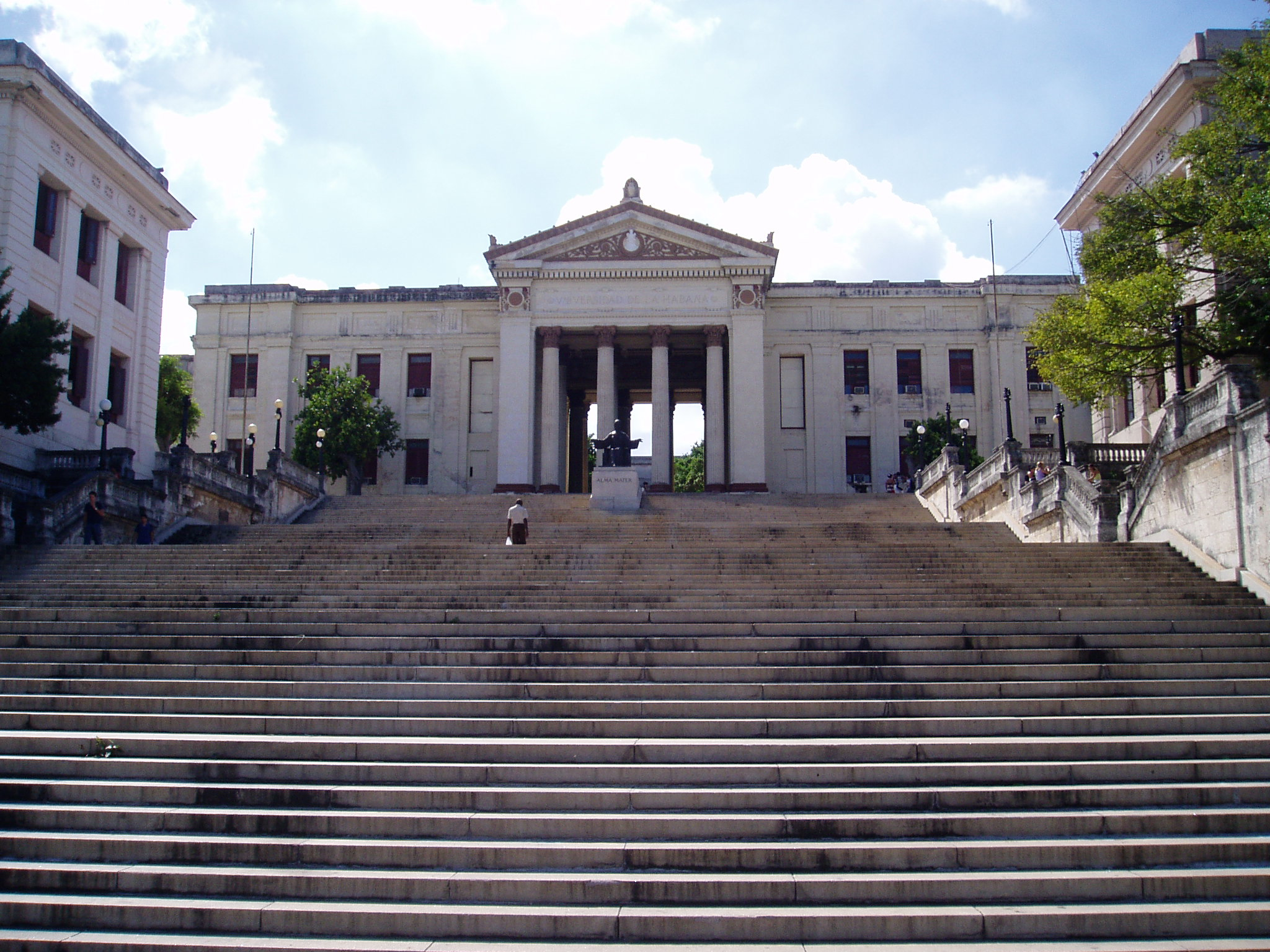
哈瓦那大学正门

1901年6月25日，美国军事长官莱昂纳多·伍德重修韦达多一个小山坡上的原先军事火器制造所（Pirotecnia Militar，即如今的“大学坡”）的建筑，学校最终于1902年5月1日迁址于此，定名为哈瓦那大学。
1930年在马查多政府统治时期，由于发生了一连串政治事件而学校教师和学生积极参与其中，哈瓦那大学在其建成两百多年里第一次被关闭，直到三年后暴政垮台后才恢复。
学校的中央图书馆“鲁奔·马丁内兹·比耶拿”建成于稍晚的1936年。
在很长一段时间里，哈瓦那大学曾经是古巴国内的唯一一座提供高等教育的学府。之后，1947年圣地亚哥东方大学建成，拉斯比亚斯中央大学也于1952年建成。现在，全国有着为数众多的高等教育学府。
1950年，菲德尔·卡斯特罗毕业于哈瓦那大学，获法学博士学位。不久，他领导人民开展了一系列抵制巴蒂斯塔暴政的武装起义。由于之后重多政治事件均在大学里或附近发生，领导者也多为大学在校或毕业生，哈瓦那大学因此在1950年代里成为了政治斗争的重要舞台。

### 革命时期
卡斯特罗取得政权以后，采取了一系列措施提高全民教育水平。哈瓦那大学也经历多次扩建，但“大学坡”面积有限，无法大面积扩大。在卡斯特罗政策的引导下，现学校不但招收本国学生，同时还是培养拉丁美洲众多国家乃至非洲国家学生的基地。

## 现状
现哈瓦那大学共有十五个系和十四个研究中心，涉及包括经济、自然科学、人文科学在内的多个领域。
总共有大约25个专业。现在学校大约有6000名来自世界各地的学生。
这十五个系分别是：
- 数学与计算机科学系
- 化学系
- 物理系
- 生物（生物、微生物、生物化学）系
- 医药学院（IFAL）
- 地理系
- 心理学系
- 哲学与历史（哲学、社会学、历史）系
- 传媒系
- 艺术与文学系
- 法律系
- 外语（英语、法语、德语、俄语）系
- 财经系
- 金融审计系
- 教育指导系

其现任校长为胡安·韦拉·瓦尔德斯（Dr. Juan Vela Valdés）。

## 校园

### 阿尔玛·玛德尔雕像

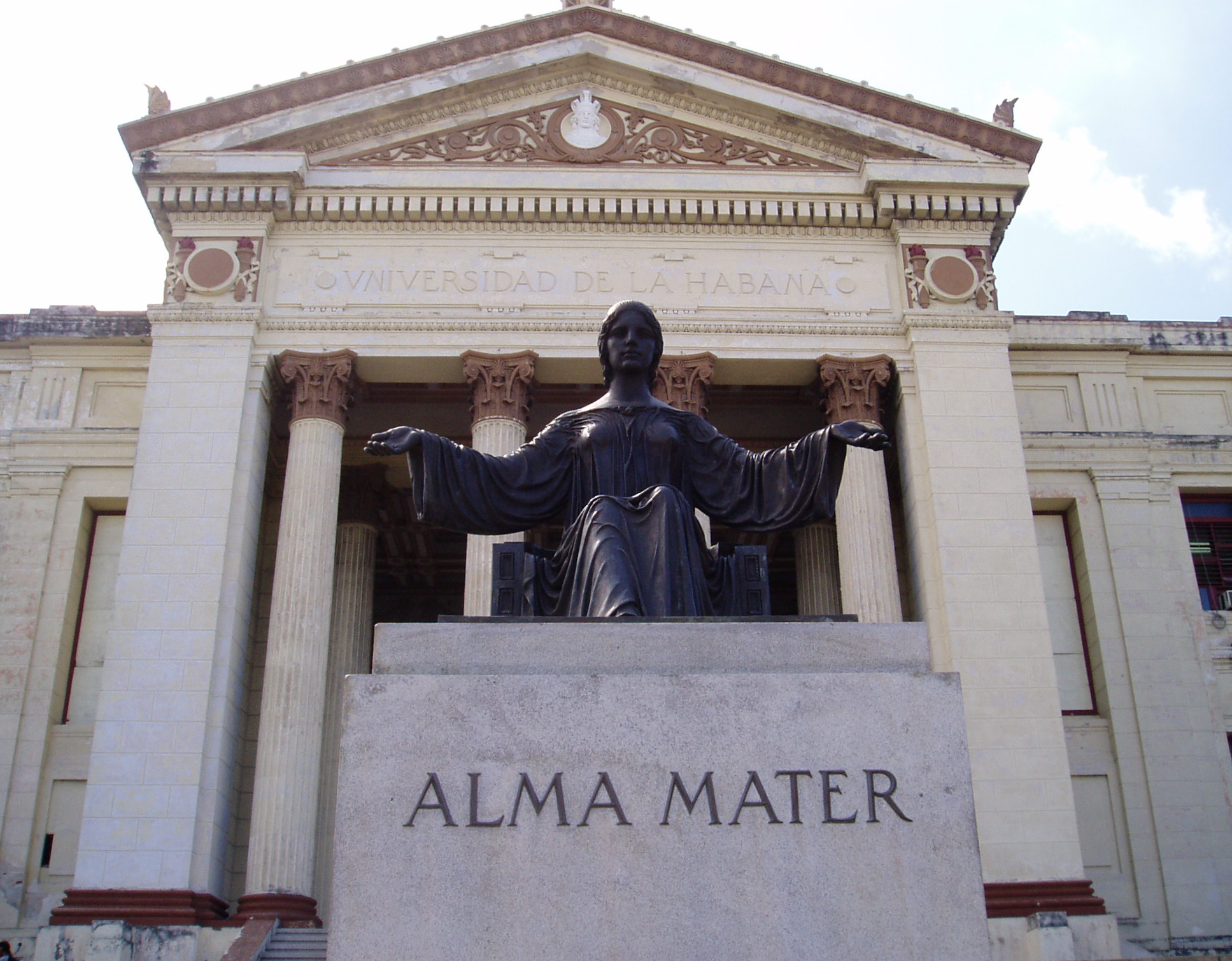
阿尔玛·玛德尔雕像

阿尔玛·玛德尔（拉丁文：Alma Mater，直译为“有营养的母亲”）一次起源于古罗马指称母亲之神，后在中世纪代表基督教的圣母玛利亚，在现代欧洲语言中是学术、大学的同义词。最直观和通俗的理解应为汉语的“母校”，因为都是源自共同借用拉丁语，英语和西班牙语含义皆如此。
大学正门的阿尔玛·玛德尔青铜雕像是由艺术家马里奥·科贝尔于1919年建成。雕塑的脸部是以学校解析数学教授何塞·拉蒙·比亚龙·伊·桑切斯16岁的女儿恰那·比亚龙为原型。恰那后来与成为了法律系系主任的胡安·曼努埃尔·迈诺卡尔结婚。胡安恰巧是校园内玛格纳礼堂设计者阿尔芒多·迈诺卡尔的一个远亲，也曾经是1940年代卡斯特罗所在的法律系的老师。

### 玛格纳礼堂

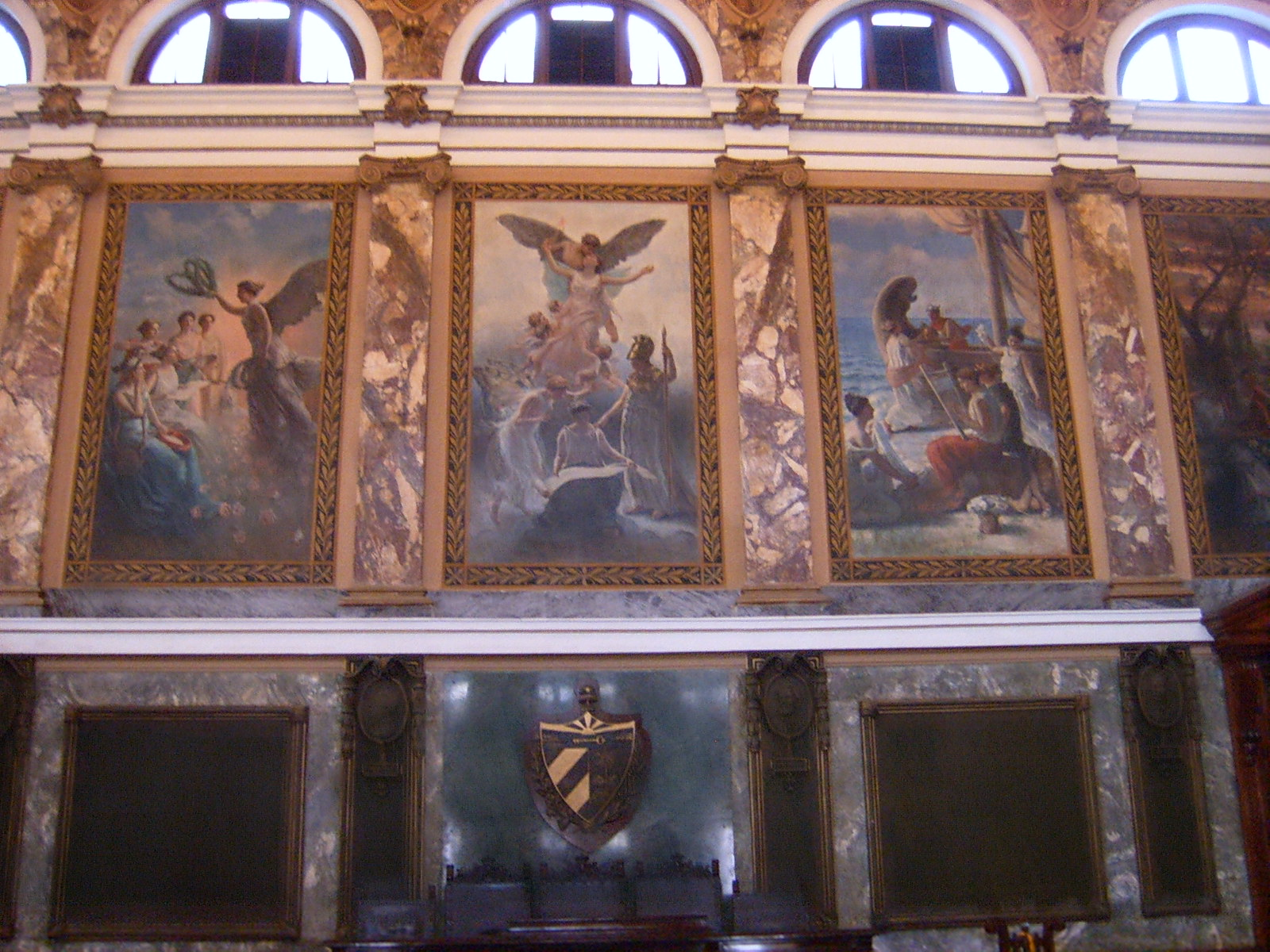
玛格纳礼堂内部

玛格纳礼堂（Aula Magna）的修建始于1906年10月18日，直到1910年完工，是进行学校重要集会的庄严场所。
玛格纳礼堂内部是由阿尔芒多·迈诺卡尔装饰布置完成。整体墙面呈新古典主义风格，立柱等蜗旋装饰又体现出巴洛克风情。大门正对墙上的七幅壁画分别代表了医学、科学、美术、思想、自由艺术、文学和法律。
卡斯特罗经常在玛格纳礼堂发表面向全国大学生的电视直播演讲。

## 图片

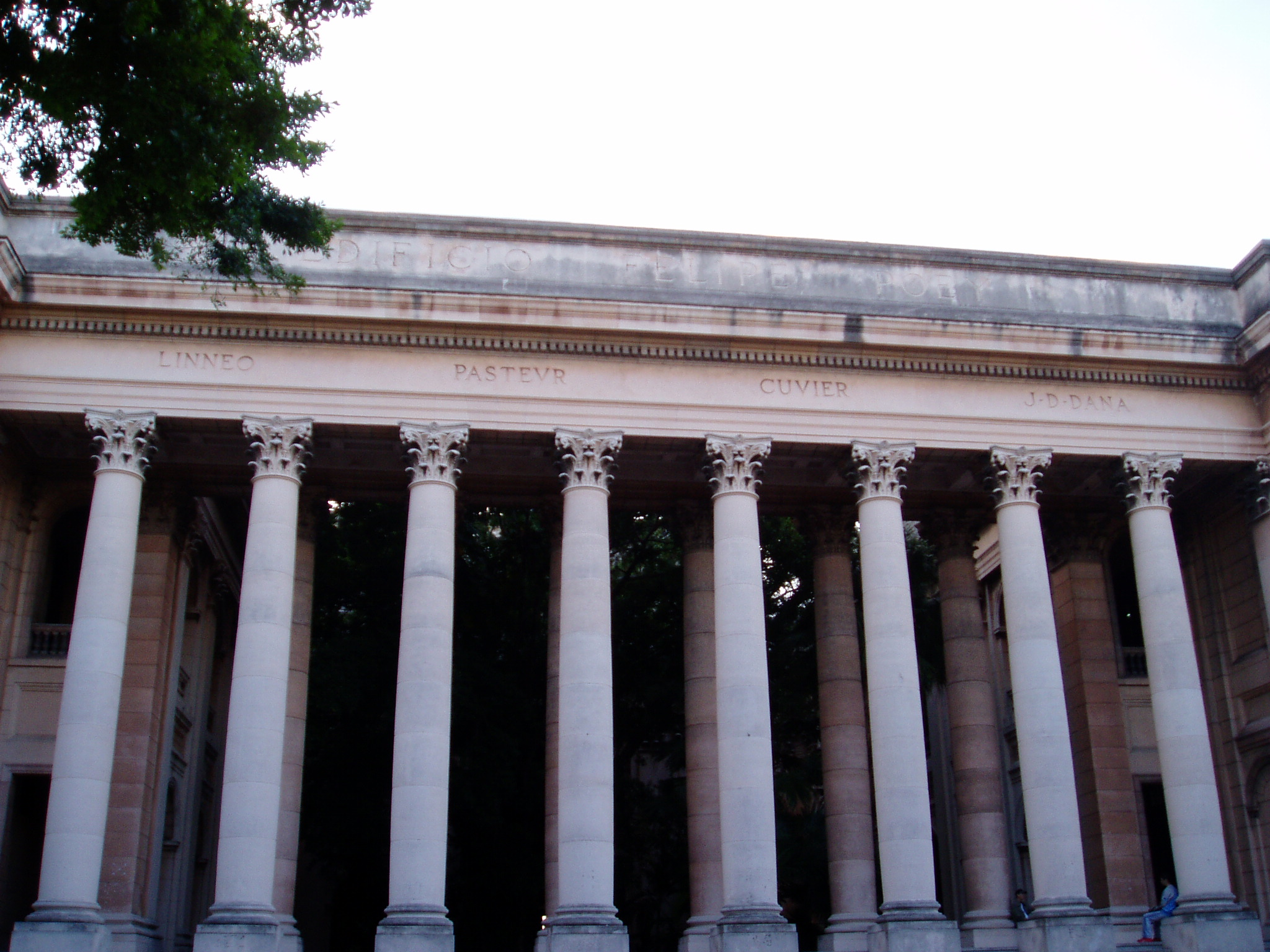
物理系楼
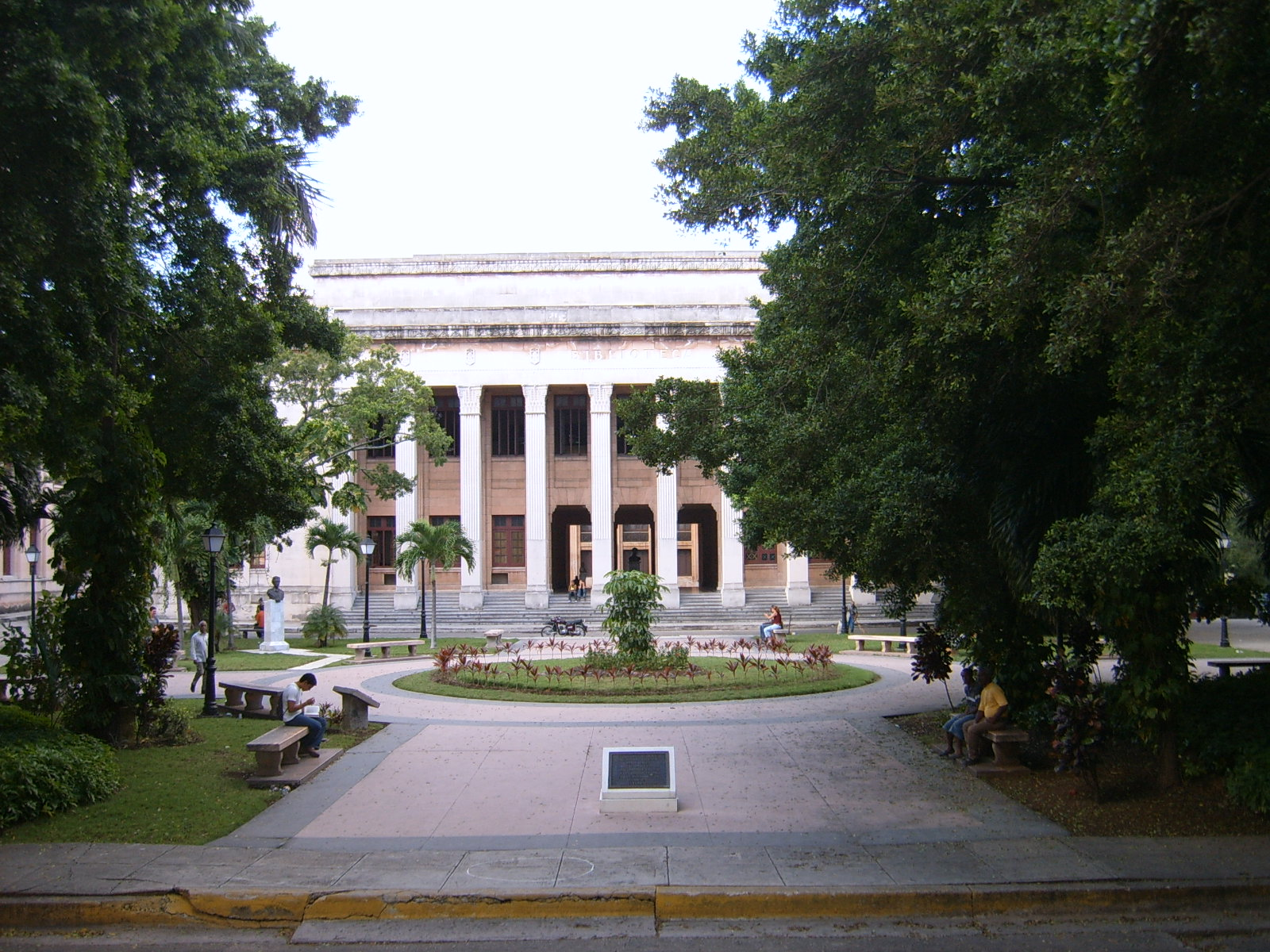
启蒙者花园与中央图书馆